# Balin Point
Balin Point är en udde i Antarktis. Den ligger på Signy Island i Sydorkneyöarna. Argentina och Storbritannien gör anspråk på området.
Terrängen inåt land är varierad. Havet är nära Balin Point åt nordost. Trakten är obefolkad.